# Леркуль
Лерку́ль (фр. Lercoul) — коммуна во Франции, находится в регионе Юг — Пиренеи. Департамент коммуны — Арьеж. Входит в состав кантона Викдессо. Округ коммуны — Фуа.
Код INSEE коммуны — 09162.

## Население
Население коммуны на 2008 год составляло 27 человек.
| 1962 | 1968 | 1975 | 1982 | 1990 | 1999 | 2006 | 2008 |
| ---- | ---- | ---- | ---- | ---- | ---- | ---- | ---- |
| 3    | 8    | 5    | 19   | 21   | 18   | 31   | 27   |

## Экономика
В 2007 году среди 15 человек в трудоспособном возрасте (15—64 лет) 8 были экономически активными, 7 — неактивными (показатель активности — 53,3 %, в 1999 году было 60,0 %). Из 8 активных работали 8 человек (4 мужчины и 4 женщины), безработных было 0 (0 мужчин и 0 женщин). Среди 7 неактивных 0 человек были учащимися или студентами, 7 — пенсионерами, 0 были неактивными по другим причинам.

## Фотогалерея

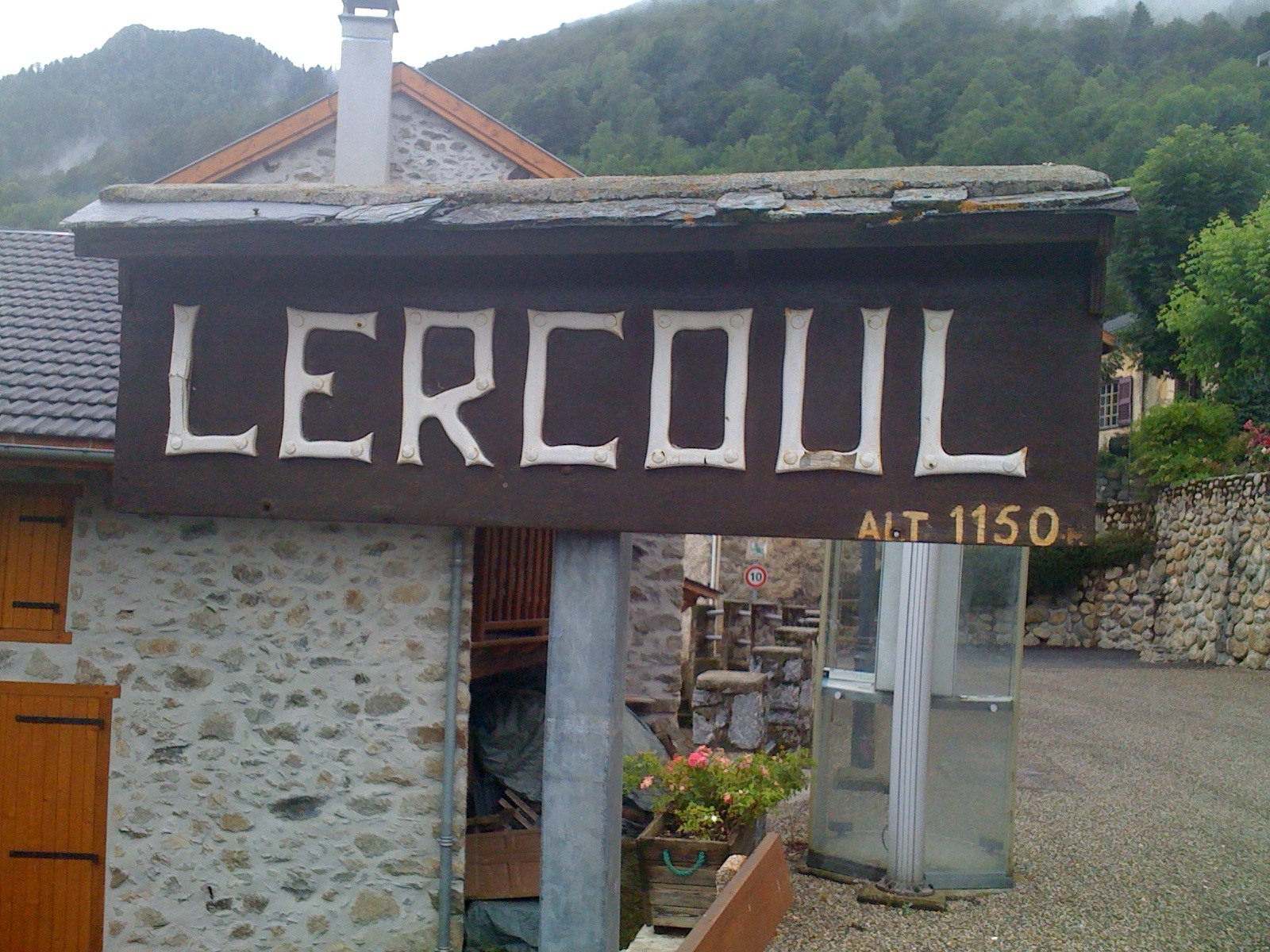
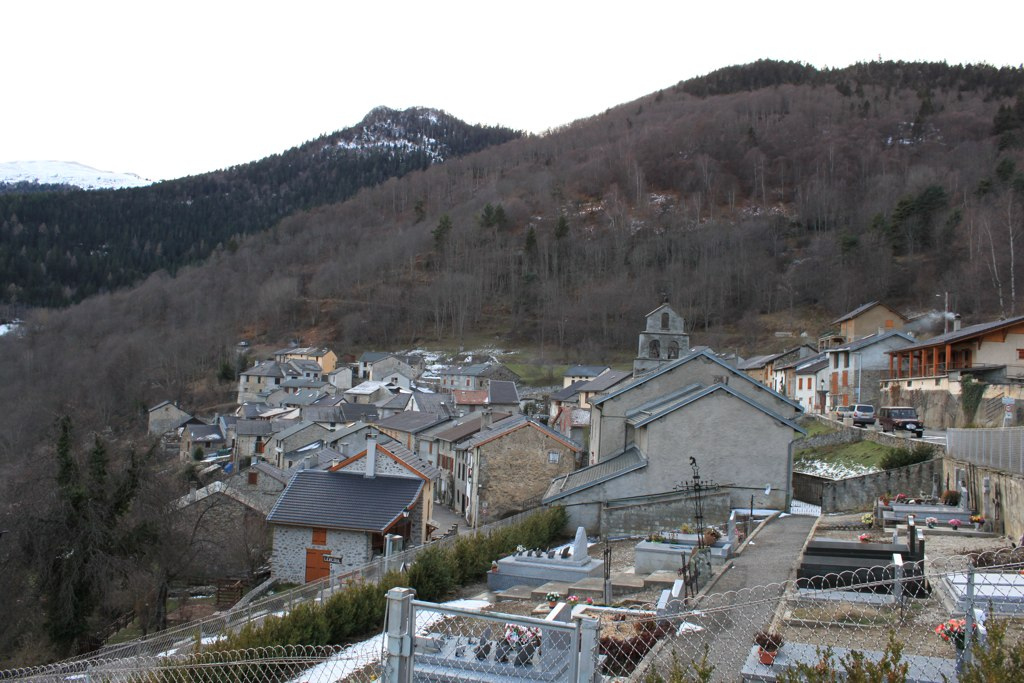